# Данбъри
 Тази статия е за града в Съединените щати.  За града във Великобритания вижте Данбъри (Англия).  
Данбъри (на английски: Danbury) е град в окръг Феърфилд, Кънектикът, Съединени американски щати. Основан е през 1685 и се намира в близост до границата с щата Ню Йорк. Населението му е 85 246 души (по приблизителна оценка от 2017 г.).

## Известни личности
Починали в Данбъри
- Лора Ниро (1947 – 1997), музикантка
- Рекс Стаут (1896 – 1975), писател